# 蜀山站
蜀山站位于余姚市凤山街道境内，是萧甬铁路上一个三等货运站。车站随沪杭甬铁路（曹甬段）始建于1913年，后由于土质原因倒塌，重建于1920年。抗日战争时，车站遭到废弃，目前车站为1955年重建，办理客运。1983年，车站改为会让站，拥有2条正线，有效长度1686米。5条到发线，有效长度4105米。其他线2股，有效长度340米:356。
1994年车站停办客运业务，1995年11月开始扩建工程，1996年12月竣工:222。1997年，余慈铁路通车，于蜀山站和萧甬铁路接轨，蜀山站同时开办货运业务，新建4条货运到发线。
蜀山站目前仅办理余慈铁路专用线货运作业，站场设有2条正线、5条到发线:222。